# Våra bästa år
Denna artikel handlar om den amerikanska TV-såpaserien. Se också Våra bästa år (film 1973) och Våra bästa år (musikalbum).
Våra bästa år, engelsk originaltitel: Days of Our Lives, är en amerikansk såpopera som har spelats in i över 15 000 avsnitt sedan 8 november 1965. Serien började visas med svensk textning i Sverige på TV 3, och visades där till den 31 december 2014, och därefter i andra Viaplay-kanaler. Sedan sommaren 2022 visas den på streamingtjänsten Pluto TV.
Våra bästa år utspelas i den fiktiva staden Salem. Handlingen kretsar kring de två familjerna Horton och Brady, deras vänner och fiender (bland annat familjen DiMera) och intrigerna är fulla av romantik, äventyr, mystik, glädje, hat, drama och passion.

## Upphovsmän
- Ted Corday
- Betty Corday
- Irna Phillips

### Regissörer
- Herb Stein
- Phil Sogard
- Randy J. Robbins
- Albert Alarr
- Roger W. Inman
- Roy B. Steinberg
- Mary Madeiras
- Stephen Wyman

### Produktionsbolag
- Corday Productions

### Producenter
- Ken Corday, Albert Alarr & Greg Meng [2015 - ]
- Ken Corday, Lisa de Cazotte & Greg Meng [2011 - 2015]
- Ken Corday, Noel Maxam & Greg Meng [2011 - 2012]
- Ken Corday & Gary Tomlin [2008 - 2011]
- Ken Corday & Edward Scott [2007 - 2008]
- Ken Corday & Stephen Wyman [2002 - 2007]
- Ken Corday & Tom Langan [1991 - 2002]

### Utgivare
- NBC

## Medverkande

### Nuvarande
| Skådespelare     | Rollfigur                                                                           | Varaktighet                                         |
| ---------------- | ----------------------------------------------------------------------------------- | --------------------------------------------------- |
| Kristian Alfonso | Hope Williams Brady Gina Von Amberg                                                 | 1983–87, 1990, 1994— 1999–2001, 2012                |
| Camila Banus     | Gabi Hernandez                                                                      | 2010-                                               |
| Blake Berris     | Nick Fallon                                                                         | 2006–09, 2012—                                      |
| Shawn Christian  | Dr. Daniel Jonas                                                                    | 2008-2015                                           |
| Eileen Davidson  | Kristen Blake DiMera Susan Banks Sister Mary Moira Banks Thomas Banks Penelope Kent | 1993–98, 2012—2013, 2014- 1996–98 1997–98 1997 1998 |
| Galen Gering     | Rafe Hernandez Rafe Hernandez 2                                                     | 2008—                                               |
| Deidre Hall      | Dr. Marlena Evans                                                                   | 1976–87, 1991–2009, 2011—                           |
| Drake Hogestyn   | John Black                                                                          | 1986–2007, 2008–09, 2011—2013, 2014-                |
| Lauren Koslow    | Kate Roberts                                                                        | 1996—                                               |
| Kate Mansi       | Abigail Deveraux                                                                    | 2011—                                               |
| Eric Martsolf    | Brady Black                                                                         | 2008—                                               |
| Joseph Mascolo   | Stefano DiMera                                                                      | 1982–85, 1988, 1993–2001, 2007–08, 2008—            |
| Peggy McCay      | Caroline Brady                                                                      | 1983, 1985–2003, 2004—                              |
| Casey Moss       | JJ Deveraux                                                                         | 2013                                                |
| Nathan Owens     | Cameron Davis                                                                       | 2012—                                               |
| Melissa Reeves   | Jennifer Horton                                                                     | 1985–95, 2000–06, 2010, 2010—                       |
| James Reynolds   | Abe Carver                                                                          | 1981–90, 1991–2003, 2004—                           |
| Suzanne Rogers   | Maggie Horton Kiriakis                                                              | 1973–84, 1985–2003, 2004—                           |
| James Scott      | E.J. DiMera Santo DiMera                                                            | 2006— 2007–08                                       |
| Freddie Smith    | Sonny Kiriakis                                                                      | 2011—                                               |
| Alison Sweeney   | Sami Brady Colleen Brady                                                            | 1993—                                               |
| Josh Taylor      | Roman Brady Chris Kositchek                                                         | 1997–2004, 2004— 1977–81, 1982–87                   |
| Greg Vaughan     | Eric Brady                                                                          | 2012—                                               |
| Arianne Zucker   | Nicole Walker                                                                       | 1998–2006, 2008—                                    |
| Mark Collier     | Liam Frasier                                                                        | 2013-                                               |
| Daniel Cosgrove  | Aiden Jennings                                                                      | 2014-                                               |
| Guy Wilson       | Will Horton                                                                         | 2014-                                               |

### Återkommande
| Skådespelare             | Rollfigur                 |
| ------------------------ | ------------------------- |
| John Aniston             | Victor Kiriakis           |
| Julian Barnes            | Harold                    |
| Bryan Dattilo            | Lucas Horton              |
| Lauren Boles             | Ciara Brady               |
| Brendan Coughlin         | Tad                       |
| Brant Daugherty          | Brian                     |
| Sean Douglas             | Vargas                    |
| Judi Evans               | Adrienne Johnson Kiriakis |
| Mary Beth Evans          | Kayla Brady               |
| Nadia & Talia Hartounian | Sydney DiMera             |
| Bill Hayes               | Doug Williams             |
| Susan Seaforth Hayes     | Julie Williams            |
| Aaron & Griffin Kunitz   | Johnny DiMera             |
| Evan & Luke Kruntchev    | Parker Jonas              |
| Wally Kurth              | Justin Kiriakis           |
| Ron Leath                | Henderson                 |
| Meredith Scott Lynn      | Anne Milbauer             |
| Terrell Ransom, Jr       | Theo Carver               |
| Campbell & Carolyn Rose  | Allie Horton              |
| Jadon Wells              | Joey Johnson              |
| Aloma Wright             | Maxine Landis             |

### Kommande
| Skådespelare    | Karaktär       | Datum     |
| --------------- | -------------- | --------- |
| Kassie DePaiva  | Eve Donovan    | 2014      |
| Drake Hogestyn  | John Black     | mars 2014 |
| Eileen Davidson | Kristen DiMera | 2014      |

### Minnesvärda rollfigurer
| Skådespelare                       | Rollfigur                           | Varaktighet                                       |
| ---------------------------------- | ----------------------------------- | ------------------------------------------------- |
| James Acheson                      | Jack Deveraux                       | 1987                                              |
| Jensen Ackles                      | Eric Brady                          | 1997–2000                                         |
| Deborah Adair                      | Kate Roberts                        | 1993–95                                           |
| Joseph Adams                       | Jack Deveraux                       | 1987                                              |
| Marla Adams                        | Claire McIntyre                     | 1999                                              |
| Antony Alda                        | Johnny Corelli                      | 1990–91                                           |
| Sarah Aldrich                      | Jill Stevens                        | 1996–97                                           |
| Robert Alda                        | Stuart Whyland                      | 1981                                              |
| Denise Alexander                   | Susan Martin                        | 1966–73                                           |
| Victor Alfieri                     | Franco Kelly                        | 1996–98                                           |
| Jed Allan                          | Don Craig                           | 1971–85                                           |
| Jeremy Allen                       | Jeremy Horton                       | 1989                                              |
| Krista Allen                       | Billie Reed                         | 1996–99                                           |
| Brandon Amber                      | Andrew Shawn Donovan                | 1988–89                                           |
| John Amour                         | Mike Horton                         | 1971–73                                           |
| Tina Andrews                       | Valerie Grant                       | 1975–77                                           |
| Rod Arrants                        | Richard Cates                       | 1985                                              |
| Matthew Ashford                    | Jack Deveraux                       | 1987–93, 2001–03, 2004–06, 2007, 2011–12          |
| Andrea Barber                      | Carrie Brady                        | 1982–86                                           |
| Ron Barker                         | Chief Tarrington                    | 1987–92                                           |
| Eileen Barnett                     | Brooke Hamilton                     | 1978–80                                           |
| Samantha Barrows                   | Noel Curtis                         | 1984–89                                           |
| Patricia Barry                     | Addie Williams                      | 1971–74                                           |
| Chad Barstad                       | David Banning                       | 1967–70                                           |
| Jeanne Bates                       | Anne Peters                         | 1972–75                                           |
| Matt Battaglia                     | J.L. King                           | 1997                                              |
| Jaime Lyn Bauer                    | Laura Horton                        | 1993-98, 2003, 2010, 2013                         |
| Michael Bays                       | Julio Ramirez                       | 1988–89                                           |
| Jim Beaver                         | Father Tim Jansen #2                | 1996–2002                                         |
| Barbara Beckley                    | Caroline Brady                      | 1984–85                                           |
| Brandon Beemer                     | Shawn-Douglas Brady                 | 2006–08                                           |
| Nick Benedict                      | Curtis Reed                         | 1993–94, 1995, 1997, 1999, 2000–01                |
| Brenda Benet                       | Lee DuMonde                         | 1979–82                                           |
| Robert Benvenisti                  | Kevin Lambert                       | 2001–02, 2007                                     |
| Ashley Benson                      | Abigail Deveraux                    | 2004–07                                           |
| Richard Biggs                      | Marcus Hunter                       | 1987–92                                           |
| Eric and Brandon Billings          | Brady Black                         | 1994–99                                           |
| Dick Billingsley                   | Scotty Banning                      | 1981–83                                           |
| Matthew Paul Bischof               | D.J. Craig Jr.                      | 1981                                              |
| Joy Bisco                          | Gabby                               | 2007                                              |
| Nadia Bjorlin                      | Chloe Lane                          | 1999–2003, 2004–05, 2007–11, 2013                 |
| Steve Blackwood                    | Bart Biederbicke                    | 1997–2005, 2007                                   |
| Daphne Bloomer                     | Eugenia Willens                     | 2002–03, 2004–06                                  |
| Kwesi Boakye                       | Artemis                             | 2007                                              |
| Roscoe Born                        | Trent Robbins                       | 2008                                              |
| Joseph Bottoms                     | Cal Winters                         | 1991                                              |
| Tanya Boyd                         | Celeste Perrault                    | 1994–2001, 2002–07                                |
| Kyle Brandt                        | Philip Kiriakis                     | 2003–06                                           |
| Tamara Braun                       | Ava Vitali Taylor Walker            | 2008 2011                                         |
| Tracey E. Bregman                  | Donna Temple Craig                  | 1978–80                                           |
| Ryan Brennan                       | Max Brady                           | 1987–92                                           |
| Don Briscoe                        | Tony Merritt                        | 1966                                              |
| Stanley Brock                      | Howie Hoffstedder                   | 1983–86                                           |
| Elaine Bromka                      | Stella Lombard                      | 1992                                              |
| Aimee Brooks                       | Sarah Horton                        | 1990–91                                           |
| J. Cynthia Brooks                  | Taylor McCall                       | 1992–93                                           |
| Darin Brooks                       | Max Brady                           | 2005–09, 2010                                     |
| Jason Brooks                       | Peter Blake                         | 1993–1996, 1997-1998                              |
| Stephen Brooks                     | Joshua Fallon                       | 1980–81                                           |
| Alli Brown                         | Sarah Horton                        | 1991                                              |
| Lew Brown                          | Shawn Brady                         | 1984–85                                           |
| Peter Brown                        | Greg Peters                         | 1972–79                                           |
| Roger Aaron Brown                  | Danny Grant                         | 1981–85, 1986                                     |
| Sarah Joy Brown                    | Madison James                       | 2011–12                                           |
| Robert Brubaker                    | John Martin                         | 1966–71                                           |
| Ian Buchanan                       | Ian McAllister                      | 2012                                              |
| Brooke Bundy                       | Rebecca North LeClair               | 1975–77                                           |
| Richard Burgi                      | Phillip Collier                     | 1992–93                                           |
| Annie Burgstede                    | Willow Stark                        | 2006–07                                           |
| Molly Burnett                      | Melanie Jonas                       | 2008-12                                           |
| Bonnie Burroughs                   | Gretchen Lindquist                  | 1991                                              |
| Steve Burton                       | Harris Michaels                     | 1988                                              |
| Lorenzo Caccialanza                | Nico                                | 1988–91, 1999–2000, 2002–03, 2005–06              |
| Adam Caine                         | Edmund P. Crumb                     | 1998                                              |
| Stephanie Cameron                  | Jennifer Horton                     | 1995–98                                           |
| Joseph Campanella                  | Harper Deveraux                     | 1987–88, 1990                                     |
| Robert Eliot Canko                 | Andrew Shawn Donovan                | 1986–88                                           |
| Sandra Canning                     | Grace Jeffries                      | 1990                                              |
| Macdonald Carey                    | Tom Horton                          | 1965–94                                           |
| Shawn and Taylor Carpenter         | Will Roberts                        | 1995–2002                                         |
| Paul Carr                          | Bill Horton                         | 1965–66                                           |
| Jody Carter                        | Caroline Brady                      | 1984                                              |
| Matt Cedeño                        | Brandon Walker                      | 1999–2003, 2004–05                                |
| Patrice Chanel                     | Gail Carson                         | 1989                                              |
| Judith Chapman                     | Anjelica Deveraux                   | 1989–90, 1991                                     |
| Crystal Chappell                   | Dr. Carly Manning                   | 1990–93, 2009–11                                  |
| Ariana Chase                       | Kimberly Brady                      | 1992–93                                           |
| Maree Cheatham                     | Marie Horton                        | 1965–68, 1970–71, 1973, 1994, 1996, 2010          |
| Eric Christmas                     | Father Francis Baker                | 1995–1996                                         |
| Max and Sam Christy                | Zack Brady                          | 2001                                              |
| Jamie Chung                        | Cordy Han                           | 2007                                              |
| Charles Cioffi                     | Ernesto Toscano                     | 1990                                              |
| Christie Clark                     | Carrie Brady Reed                   | 1986–91, 1992–99, 2005–06, 2010, 2011, 2011–12    |
| Jeffrey Clark                      | Jeremy Horton                       | 1989                                              |
| John Clarke                        | Mickey Horton                       | 1965–2004                                         |
| Melinda Clarke                     | Faith Taylor                        | 1989–90                                           |
| Robert Clary                       | Robert LeClair                      | 1972–73, 1975–80, 1981–83, 1986–87                |
| Tamara Clatterbuck                 | Barb Reiber                         | 2001–02                                           |
| Clive Clerk                        | David Martin                        | 1966–67                                           |
| Jack Coleman                       | Jake Kositchek                      | 1981–82                                           |
| Dick Colla                         | Tony Merritt                        | 1965–66                                           |
| Jolina Collins                     | Jasmine                             | 1984–85                                           |
| Corinne Conley                     | Phyllis Anderson                    | 1973–82                                           |
| Darlene Conley                     | Edith Baker                         | 1983                                              |
| Jason Cook                         | Shawn-Douglas Brady                 | 1999–2006                                         |
| Lawrence Cook                      | Paul Grant                          | 1975–76                                           |
| Megan Corletto                     | Abigail Deveraux                    | 2001–03                                           |
| Paul Coufos                        | Mike Horton                         | 1981–82                                           |
| Barbara Crampton                   | Trista Evans Bradford               | 1983                                              |
| Roark Critchlow                    | Mike Horton                         | 1994–99, 2010                                     |
| Jason Culp                         | Jerry Pulaski                       | 1989                                              |
| Rusty Cundieff                     | Theo Carver                         | 1985                                              |
| Robert Cuthill                     | Colin Murphy                        | 2001                                              |
| Barry Cutler                       | Logan "Parrot Man" Michaels         | 1995–96                                           |
| Patrika Darbo                      | Nancy Wesley                        | 1998–2003, 2004, 2005, 2013                       |
| Marty Davich                       | Marty                               | 1977–93                                           |
| Lane Davies                        | Evan Whyland                        | 1981–82                                           |
| Brian Davila                       | Andrew Shawn Donovan                | 1991–92                                           |
| Jesse Davis                        | Eric Brady                          | 1985–86                                           |
| Jessica Davis                      | Sami Brady                          | 1985–86                                           |
| Floy Dean                          | Laura Spencer                       | 1966                                              |
| Pat Delany                         | Rachel Blake                        | 1995–96                                           |
| John de Lancie                     | Eugene Bradford                     | 1982–86, 1989–90                                  |
| Jack Denbo                         | Jack Clayton                        | 1974–77                                           |
| Don Diamont                        | Carlo Forenza                       | 1984–85                                           |
| Susan Diol                         | Emmy Borden                         | 1990–91                                           |
| Charla Doherty                     | Julie Olson                         | 1965–66                                           |
| Elinor Donahue                     | Kate Honeycutt                      | 1984–86                                           |
| Trevor Donovan                     | Jeremy Horton                       | 2007                                              |
| Burt Douglas                       | Jim Fisk                            | 1965–66                                           |
| Frederic Downs                     | Hank Wilson                         | 1973–80                                           |
| Mark Drexler                       | Roger Lombard                       | 1992                                              |
| Catherine Dunn                     | Julie Olson                         | 1967                                              |
| Conrad Dunn (aka George Jenesky)   | Nick Corelli                        | 1981–84, 1986–90, 1991                            |
| Steve Eastin                       | Alfred Jericho                      | 1989, 1990                                        |
| Michael Easton                     | Tanner Scofield                     | 1991–1992                                         |
| Jane Elliot                        | Anjelica Deveraux                   | 1987–1989                                         |
| Katherine Ellis                    | Taylor Walker                       | 1998–99                                           |
| Rob Estes                          | Glenn Gallagher                     | 1986–87                                           |
| Wesley Eure                        | Mike Horton                         | 1974–81                                           |
| Judi Evans                         | Bonnie Lockhart                     | 2003–07                                           |
| Kavi Faquir                        | Theo Carver                         | 2006–07                                           |
| Mike Farrell                       | Scott Banning                       | 1968–70                                           |
| Farah Fath                         | Mimi Lockhart                       | 1999–2007                                         |
| Melinda O. Fee                     | Mary Anderson                       | 1981–82                                           |
| Doren Fein                         | Mimi Lockhart                       | 1999                                              |
| Catherine Ferrar                   | Julie Olson                         | 1967–68                                           |
| Ayda Field                         | Angela Moroni                       | 2000–01                                           |
| Brianna and Chalice Fischette      | Belle Black                         | 1993–94                                           |
| Brenden and Dillon Fisher          | John Thomas Reiber                  | 2000                                              |
| Frances Fisher                     | Gladys                              | 2011                                              |
| Susan Flannery                     | Dr. Laura Spencer Horton            | 1966–75                                           |
| Matthew Florida                    | Ford Decker                         | 2007                                              |
| Alina Foley                        | Claire Kiriakis                     | 2008                                              |
| Rosemary Forsyth                   | Dr. Laura Spencer Horton            | 1976–80                                           |
| Bren Foster                        | Quinn Hudson                        | 2011, 2011–12                                     |
| Don Frabotta                       | Dave                                | 1974–93, 2000–04                                  |
| Genie Francis                      | Diana Colville                      | 1987–89                                           |
| Mary Frann                         | Amanda Howard Peters                | 1974–79                                           |
| Garrett and Spencer Fraye          | Zack Brady                          | 2001–06                                           |
| Ivan G'Vera                        | Ivan Marais                         | 1991–2000, 2011                                   |
| Holly Gagnier                      | Ivy Selejko Jannings                | 1985–87                                           |
| Gina Gallego                       | Prison Warden Smith                 | 2010–11                                           |
| Joseph Gallison                    | Neil Curtis                         | 1974–91                                           |
| Joy Garrett                        | Jo Johnson                          | 1987–93                                           |
| Bennye Gatteys                     | Susan Hunter Martin                 | 1973–76                                           |
| Christopher Gerse                  | Will Roberts                        | 2003–08                                           |
| Regina Gleason                     | Kitty Horton                        | 1967–69                                           |
| Coleen Gray                        | Diane Hunter                        | 1966–67                                           |
| Staci Greason                      | Isabella Toscano                    | 1989–92, 1995, 2000, 2002–03, 2010                |
| Brian Lane Green                   | Alan Brand                          | 1987–88                                           |
| Jeff Griggs                        | Jude St. Clair                      | 1995–96                                           |
| Scott Groff                        | Shawn-Douglas Brady                 | 1990–95                                           |
| Amanda and Jessica Gunnarson       | Stephanie Johnson                   | 1990–92                                           |
| Richard Guthrie                    | David Banning                       | 1975–80                                           |
| Andrea Hall                        | Samantha Evans Hattie Adams         | 1977–80, 1982 2000–01                             |
| Tom Hallick                        | Maxwell Hathaway                    | 1984                                              |
| Bradley Hallock                    | Eric Brady                          | 1986–92                                           |
| James Hampton (actor)              | Reverend Saul Taylor                | 1989                                              |
| Mark Hapka                         | Nathan Horton                       | 2009–11                                           |
| Lindsay Hartley                    | Arianna Hernandez                   | 2009-10                                           |
| Rick Hearst                        | Scotty Banning                      | 1989–90                                           |
| Wayne Heffley                      | Vern Scofield                       | 1988–93, 2002–03, 2006                            |
| Brian Heidik                       | Tim Rollins                         | 1992–93                                           |
| Shelley Hennig                     | Stephanie Johnson                   | 2007–11                                           |
| Stephen Anthony Henry              | Luke                                | 1986–88                                           |
| Lynn Herring                       | Lisanne Gardener                    | 1992                                              |
| Robert J. Hogan                    | Scott Banning                       | 1970–71                                           |
| Ashlee Holland                     | Crystal Miller                      | 2007–08                                           |
| Anne Marie Howard                  | Kimberly Brady                      | 1990–91                                           |
| Lisa Howard                        | April Ramirez                       | 1988–91                                           |
| Billy Hufsey                       | Emilio Ramirez                      | 1988–89, 1989–91                                  |
| Leann Hunley                       | Anna DiMera                         | 1982–86, 2007–09, 2009–10                         |
| Ron Husmann                        | Tony Merritt                        | 1966–67                                           |
| Patricia Huston                    | Addie Horton Olson                  | 1965–66                                           |
| Brody Hutzler                      | Patrick Lockhart                    | 2004–07                                           |
| John Ingle                         | Mickey Horton                       | 2004–06                                           |
| Stan Ivar                          | Daniel Scott                        | 1994–96                                           |
| Lisa Jay                           | Lauren Chaffee                      | 2006–2007                                         |
| Ken Jezek                          | Lars Englund                        | 1986–87                                           |
| Patti Johns                        | J.J. Bagwood                        | 1989–90                                           |
| Chase and Tyler Johnson            | Theo Carver                         | 2003–06                                           |
| Jay Kenneth Johnson                | Philip Kiriakis                     | 1999–2002, 2007–11                                |
| Renée Jones                        | Dr. Lexie Carver Nikki Wade         | 1993–2007, 2007–12 1982–83                        |
| Shirley Jones                      | Colleen Brady                       | 2008                                              |
| Jacee Jule                         | Patty                               | 1997–2004                                         |
| Stanley Kamel                      | Eric Peters                         | 1972–76                                           |
| Holly Kaplan                       | Brenda                              | 2000–03                                           |
| Valerie Karasek                    | Serena Colville                     | 1987–88                                           |
| Paul Keenan                        | Tod Chandler                        | 1980–81                                           |
| Robert Kelker-Kelly                | Bo Brady                            | 1992–95                                           |
| Harris Kendall                     | Marie                               | 1993–2003                                         |
| Paul Kersey                        | Alan Harris                         | 1993–95                                           |
| Paige and Ryanne Kettner           | Abigail Deveraux                    | 1994–98, 2000–01                                  |
| Tracy Kolis                        | Rebecca Downey                      | 1989–90                                           |
| Yvonna Kopacz                      | Wendy Reardon                       | 1996–97                                           |
| Pamela Kosh                        | Lavinia Peach                       | 1986–87, 1991–92                                  |
| Wortham Krimmer                    | Cal Winters                         | 1989–90                                           |
| Mila Kunis                         | Hope Williams                       | 1994 (flashback)                                  |
| James Lancaster                    | Father Tim Jansen                   | 2003–06, 2008                                     |
| Clayton Landey                     | Gregory Lacost                      | 1990–92                                           |
| Adrienne La Russa                  | Brooke Hamilton #1                  | 1975–77                                           |
| Veronica Lauren                    | Cynthia Austin                      | 2001–02, 2007                                     |
| Sung Hi Lee                        | Sophie                              | 2005                                              |
| Roberta Leighton                   | Ginger Dawson                       | 1991–92                                           |
| Michael Leon                       | Pete Jannings                       | 1983–86                                           |
| Ketty Lester                       | Helen Grant                         | 1975–77                                           |
| Philip Levien                      | Dr. Mitch Kauffman                  | 1986–87                                           |
| Thyme Lewis                        | Jonah Carver                        | 1993–97                                           |
| Alyssa and Lauren Libby            | John Thomas Reiber/Zack Brady       | 2000–01                                           |
| Lisa Linde                         | Ali McIntyre                        | 1998–99                                           |
| Heather Lindell                    | Jan Spears                          | 2004–05                                           |
| Joyce Little                       | Vanessa Walker                      | 1988                                              |
| Natalia Livingston                 | Taylor Walker                       | 2011                                              |
| Paul Logan                         | Glen Reiber                         | 2001–02                                           |
| Cody Longo                         | Nicholas Alamain                    | 2011                                              |
| Gloria Loring                      | Liz Chandler Curtis                 | 1980–86                                           |
| Kyle Lowder                        | Brady Black                         | 2000–05                                           |
| Alex and Max Lucero                | Brady Black                         | 1992–94                                           |
| James Luisi                        | Duke Johnson Earl Johnson           | 1987, 1990–92 1989                                |
| John Lupton                        | Tommy Horton                        | 1967–72, 1975–80                                  |
| Debbie Lytton                      | Melissa Phillips Anderson           | 1977–80, 1982                                     |
| Ryan MacDonald                     | Scott Banning                       | 1971–73                                           |
| Peter MacLean                      | Shawn Brady                         | 1989–90                                           |
| Martha Madison                     | Belle Black                         | 2004–08                                           |
| Matthew Mahaney                    | Kurt Schwengel                      | 1999–2000                                         |
| Robert Mailhouse                   | Brian Scofield                      | 1990–92                                           |
| Christina Maisano                  | Noel Curtis                         | 1983                                              |
| Edward Mallory                     | Bill Horton                         | 1966–80, 1991, 1992–93                            |
| Robert Mandan                      | Steven Jones                        | 1997–98                                           |
| Stephen Manley                     | Billy Barton                        | 1977–78                                           |
| Scott Marlowe                      | Eric Brady                          | 1984                                              |
| Anne-Marie Martin                  | Gwen Davies                         | 1982–85                                           |
| John H. Martin                     | Bill Horton                         | 2010                                              |
| Millicent Martin                   | Lili Faversham                      | 1998–2001                                         |
| Gregg Marx                         | David Banning                       | 1981–83                                           |
| Margaret Mason                     | Linda Phillips Anderson             | 1970–72, 1975–80, 1982                            |
| Gabriella Massari                  | Jeannie Donovan                     | 1992                                              |
| Andrew Hyatt Masset                | Larry Welch                         | 1983–85, 2002–03                                  |
| Braden Matthews                    | Travis Malloy                       | 1997                                              |
| Robin Mattson                      | Lee                                 | 2010–11                                           |
| Melonie Mazman                     | Tess Jannings                       | 1984                                              |
| Brianna and Brittany McConnell     | Belle Black                         | 1995–98                                           |
| Kristi McDaniel                    | Sarah                               | 1995–96                                           |
| Marilyn McIntyre                   | Jo Johnson                          | 1993, 2002–03, 2006                               |
| David McLean                       | Craig Merritt                       | 1965–67                                           |
| Justin Melvey                      | Colin Murphy                        | 2001–03, 2004                                     |
| Rachel Melvin                      | Chelsea Brady                       | 2005–09                                           |
| Tracy Middendorf                   | Carrie Brady                        | 1992                                              |
| Dani Minnick                       | Rebecca Downey                      | 1993                                              |
| Karen Moncrieff                    | Gabrielle Pascal                    | 1987–88                                           |
| Deborah Moore                      | Danielle Stevens                    | 1992                                              |
| Camilla More                       | Gillian Forrester Grace Forrester   | 1986–87 1987–88                                   |
| Carey More                         | Grace Forrester                     | 1987                                              |
| Shelley Taylor Morgan              | Anjelica Deveraux                   | 1989                                              |
| Julianne Morris                    | Greta Von Amberg                    | 1998–2002                                         |
| Gregory Mortensen                  | Paul Stewart                        | 1986                                              |
| Patrick Muldoon                    | Austin Reed                         | 1992–95, 2011–12                                  |
| Mandy Musgrave                     | Chelsea Benson                      | 2004–05                                           |
| Herbert Nelson                     | Phil Peters                         | 1972–75                                           |
| Meghan and Michael Nelson          | Abigail Deveraux                    | 1992–94                                           |
| Stephen Nichols                    | Steve "Patch" Johnson               | 1985–90, 2006–09                                  |
| Yvette Nipar                       | Sasha Roberts                       | 1987                                              |
| Martha Nix                         | Janice Barnes                       | 1975–76, 1978                                     |
| Heather North                      | Sandy Horton                        | 1967–71                                           |
| Wayne Northrop                     | Roman Brady Andre DiMera Alex North | 1981–84, 1991–94 1983 2005–06                     |
| Michael O'Connor                   | Dimitri                             | 1991–92                                           |
| Collin O'Donnell                   | Shawn-Douglas Brady                 | 1995–99                                           |
| Michael O'Neil                     | Father Tim Jansen                   | 1996                                              |
| Terry O'Sullivan                   | Richard Hunter                      | 1966–67                                           |
| Susan Oliver                       | Laura Spencer Horton                | 1975–76                                           |
| Heather Lauren Olson               | Jan Spears                          | 1999–2002, 2003–04                                |
| Rhasaan Orange                     | Thomas Edward "Tek" Kramer          | 2003–07                                           |
| Justin Page                        | Andrew Shawn Donovan                | 1989                                              |
| Scott Palmer                       | Joshua Fallon                       | 1981–82                                           |
| Frank Parker                       | Shawn Brady                         | 1983–84, 1985–89, 1990–2008                       |
| Miriam Parrish                     | Jamie Caldwell                      | 1993–96                                           |
| Nancy Parsons                      | Mary Brooke                         | 1996                                              |
| Marcus Patrick                     | Jett Carver                         | 2007                                              |
| Dylan Patton                       | Will Horton                         | 2009-10                                           |
| Patsy Pease                        | Kimberly Brady                      | 1984–92, 1994, 1996–98, 2002, 2003–04, 2008, 2010 |
| Austin Peck                        | Austin Reed                         | 1995–2002, 2005–06                                |
| J. Eddie Peck                      | Howard 'Hawk' Hawkins               | 1991–92                                           |
| Thaao Penghlis                     | Tony DiMera Andre DiMera            | 1981–85, 2007–09 1983–84, 1993–95, 2002–05, 2007  |
| Joe Penny                          | Martino Vitali                      | 2008                                              |
| Sydney Penny                       | Dr. Norman                          | 2011                                              |
| Jay Pickett                        | Dr. Chip Lakin                      | 1991–1992                                         |
| Bradley Michael Pierce             | Andrew Shawn Donovan                | 1990–91                                           |
| Emily and Alicia Pillatzke         | Jeannie Donovan                     | 1991–92                                           |
| Julie Pinson                       | Billie Reed                         | 2004–08                                           |
| Elaine Princi                      | Linda Phillips Anderson             | 1984–85                                           |
| Avalon, Dillon, and Vincent Ragone | Elvis Aron Banks                    | 1997–98                                           |
| Charity Rahmer                     | Belle Black                         | 2004                                              |
| Natalie Ramsey                     | Jan Spears                          | 1999                                              |
| Wes Ramsey                         | Owen                                | 2009                                              |
| Marie-Alise Recasner               | Lynn Burke                          | 1994–96, 1997–98                                  |
| Peter Reckell                      | Bo Brady                            | 1983–87, 1990–92, 1995–2012                       |
| Quinn Redeker                      | Alex Marshall                       | 1979–87                                           |
| Jacob and Micah Reeves             | Jack Deveraux Jr.                   | 2004–06                                           |
| Mick Regan                         | Nick                                | 1986                                              |
| Frances Reid                       | Alice Horton                        | 1965-2010                                         |
| Randy Reinholz                     | Adam Scott                          | 1989                                              |
| Kristen Renton                     | Morgan Hollingsworth                | 2007–08                                           |
| Tony Rhodes                        | Jesse Lombard                       | 1992                                              |
| Madlyn Rhue                        | Daphne DiMera                       | 1982–84                                           |
| Hal Riddle                         | Max                                 | 1971–75                                           |
| Lisa Rinna                         | Billie Reed                         | 1992–1995, 2002–2003, 2012–13                     |
| Jacob and Joshua Rips              | Zack Brady                          | 2000–02                                           |
| Bumper Robinson                    | Jonah Carver                        | 1987–88, 1990–91                                  |
| Jay Robinson                       | Monty Dolan                         | 1988–89                                           |
| Gabriela Rodriguez                 | Gabi Hernandez                      | 2009–10                                           |
| Francesco Romano                   | Roberto Barelli                     | 1998–99, 2000–01                                  |
| Robert Romanus                     | Speed Selejko                       | 1983–85                                           |
| Shayna Rose                        | Stephanie Johnson                   | 2006–07                                           |
| Charlotte Ross                     | Eve Donovan                         | 1987–91                                           |
| Franc Ross                         | Duck                                | 2007                                              |
| Paige Rowland                      | Debra Thomas                        | 1997                                              |
| Pamela Roylance                    | Sandy Horton                        | 1983–84                                           |
| Reed Rudy                          | Max                                 | 1997–98                                           |
| Derya Ruggles                      | Robin Jacobs                        | 1985–87, 1989                                     |
| Sky Rumph                          | Andrew Shawn Donovan                | 1989–90                                           |
| Fran Ryan                          | Rosie Carlson                       | 1976–79                                           |
| Natasha Ryan                       | Hope Williams                       | 1975–80                                           |
| Michael Sabatino                   | Lawrence Alamain                    | 1990–93, 2009–10, 2011                            |
| Philece Sampler                    | Renée DuMonde                       | 1980–84                                           |
| Francisco San Martin               | Dario Hernandez                     | 2011                                              |
| Lanna Saunders                     | Marie Horton                        | 1979–85                                           |
| Charles Shaughnessy                | Shane Donovan Drew Donovan          | 1984–92, 2002, 2010, 2012 1988–89                 |
| Eric Schiff                        | Kevin Cates                         | 1985                                              |
| Stephen Schnetzer                  | Steven Olson                        | 1978–80                                           |
| Camilla Scott                      | Melissa Anderson                    | 1990–91                                           |
| Jean Bruce Scott                   | Jessica Blake Fallon                | 1980–82, 2012                                     |
| Geno Silva                         | Domingo Salazar                     | 1991                                              |
| Hannah Taylor Simmons              | Jeannie Donovan                     | 1991                                              |
| Martha Smith                       | Sandy Horton                        | 1982                                              |
| Michael Dwight Smith               | Scott Banning                       | 1975–78                                           |
| Diane Sommerfield                  | Valerie Grant                       | 1981–82                                           |
| Louise Sorel                       | Vivian Alamain                      | 1992–2000, 2009–11                                |
| Arleen Sorkin                      | Calliope Jones Bradford             | 1984–90, 1992, 2006, 2010                         |
| Kevin Spirtas                      | Craig Wesley                        | 1997, 1998–2003, 2005, 2009                       |
| Taylor Spreitler                   | Mia McCormick                       | 2009-10                                           |
| Nick Stabile                       | Dean Hartman                        | 2009                                              |
| Barbara Stanger                    | Mary Anderson                       | 1975–80                                           |
| Kaye Stevens                       | Jeri Clayton                        | 1974–79                                           |
| K. T. Stevens                      | Helen Martin                        | 1966–67, 1969                                     |
| Catherine Mary Stewart             | Kayla Brady                         | 1982–83                                           |
| Amy Stock                          | Britta Englund                      | 1986                                              |
| Jalen Stokes                       | Demarquette                         | 2007                                              |
| Christopher Stone                  | Bill Horton                         | 1987–88, 1994                                     |
| Elizabeth Storm                    | Janice Barnes                       | 1987–88                                           |
| Kirsten Storms                     | Belle Black                         | 1999–2004                                         |
| Paul Strickland                    | Chuck                               | 1990–99                                           |
| Shannon Sturges                    | Molly Brinker                       | 1991–92                                           |
| Mark Tapscott                      | Bob Anderson                        | 1972–80                                           |
| Tammy Tavares                      | Dr. Karen Bader                     | 1995–96, 1998–2003, 2005–06                       |
| Tammy Taylor                       | Hope Williams                       | 1981                                              |
| Felisha Terrell                    | Arianna Hernandez                   | 2009                                              |
| Brynn Thayer                       | Susan Banks                         | 2011                                              |
| Gordon Thomson                     | Walter Kent                         | 2009                                              |
| Alexis Thorpe                      | Cassie Brady                        | 2002–03, 2004–05                                  |
| Tammy Townsend                     | Wendy Reardon                       | 1994–96                                           |
| Ty Treadway                        | Dr. Ben Walters                     | 2010–11                                           |
| Lisa Trusel                        | Melissa Anderson                    | 1983–88, 1994, 1996, 2002, 2010                   |
| Jessica Tuck                       | Madeline Peterson Woods             | 2010                                              |
| Tamara Tunie                       | Judge Weston                        | 2011                                              |
| Shannon Tweed                      | Savannah Wilder                     | 1985–86                                           |
| Brandon Tyler                      | Philip Kiriakis                     | 1999                                              |
| Hunter Tylo                        | Marina Toscano                      | 1989–90                                           |
| Darrell Thomas Utley               | Benjy Hawk                          | 1988-90                                           |
| Mark Valley                        | Jack Deveraux                       | 1994–97                                           |
| Aaron Van Wagner                   | Jason Welles                        | 1999–2002, 2007                                   |
| Eddie Velez                        | Paul Mendez                         | 2001–03                                           |
| Erik von Detten                    | Nicholas Alamain                    | 1992–93                                           |
| Caitlin Wachs                      | Jeannie Donovan                     | 1992                                              |
| Christina Wagoner                  | Sami Brady                          | 1990–92                                           |
| David Wallace                      | Tod Chandler                        | 1985–86                                           |
| Gillian Iliana Waters              | Cassandra "China Lee" Arvin         | 2007                                              |
| Billy Warlock                      | Frankie Brady                       | 1986–88, 1990–91, 2005–06                         |
| Patty Weaver                       | Trish Clayton Banning               | 1974–82                                           |
| Diana Webster                      | Lavinia Peach                       | 1985–86                                           |
| Victor Webster                     | Nicholas Alamain                    | 1999–2000                                         |
| Carl Weintraub                     | Vincent Moroni                      | 2000–02                                           |
| Darian Weiss                       | Will Roberts                        | 2002–03                                           |
| Michael T. Weiss                   | Mike Horton                         | 1985–90                                           |
| Dan Wells                          | Sami Brady/Stan                     | 2005                                              |
| Anna Werner                        | Eliana                              | 1996–2003                                         |
| Olivia and Ava White               | Claire Kiriakis                     | 2006–07                                           |
| Nancy Wickwire                     | Phyllis Anderson                    | 1972–73                                           |
| Steve Wilder                       | Jack Deveraux                       | 1997–98                                           |
| Valerie Wildman                    | Fay Walker                          | 1999–2003, 2009–10, 2011                          |
| Jeffrey Williams                   | David Banning                       | 1970–73                                           |
| Lisa Williams                      | Lisa                                | 1992–2003, 2004, 2006–07                          |
| Cheryl-Ann Wilson                  | Megan Hathaway                      | 1984–85                                           |
| Jane Windsor                       | Emma Donovan Marshall               | 1985–87                                           |
| Eric Winter                        | Rex Brady                           | 2002–05                                           |
| Karin Wolfe                        | Mary Anderson                       | 1972–75                                           |
| Robert S. Woods                    | Paul Stewart                        | 1986–87                                           |
| Katherine Woodville                | Marie Horton                        | 1977                                              |
| Schuyler Yancey                    | Cameron Davis                       | 2012                                              |
| Amy Yasbeck                        | Olivia Reed                         | 1986–87                                           |
| Merritt Yohnka                     | Joey                                | 1984–90                                           |
| Shelby Young                       | Kinsey                              | 2009-11                                           |
| Suzanne Zenor                      | Margo Horton                        | 1977–80, 1986                                     |
| Casey Jon Deidrick                 | Chad DiMera                         | 2009—2013                                         |
| Chandler Massey                    | Will Horton                         | 2010—2013                                         |
| Nadia Bjorlin                      | Chloe Lane                          | 1999–2003, 2004–05, 2007–11, 2013                 |

### Avlidna
| Skådespelare      | Rollfigur                     | Datum             |
| ----------------- | ----------------------------- | ----------------- |
| Nancy Wickwire    | Phyllis Anderson              | 10 juli 1974      |
| Brenda Benet      | Lee Dumonde                   | 7 april 1982      |
| Robert Alda       | Stuart Whyland                | 3 maj 1986        |
| Charla Doherty    | Julie Olson                   | 29 maj 1988       |
| Susan Oliver      | Laura Horton                  | 10 maj 1990       |
| Herbert Nelson    | Phil Peters                   | 19 juli 1990      |
| Hugh McPhillips   | Hugh Pearson                  | 31 oktober 1990   |
| Stanley Brock     | Howie Hoffstedder             | 25 januari 1991   |
| Ed Prentiss       | Original Tema musik Berättare | 19 mars 1992      |
| Joy Garrett       | Jo Johnson                    | 15 februari 1993  |
| Jack Denbo        | Jack Clayton                  | 24 maj 1993       |
| Mark Tapscott     | Bob Anderson                  | 10 september 1993 |
| John Lupton       | Tommy Horton                  | 3 november 1993   |
| Macdonald Carey   | Dr. Tom Horton                | 21 mars 1994      |
| K. T. Stevens     | Helen Martin                  | 13 juni 1994      |
| Patricia Huston   | Addie Horton                  | 25 september 1995 |
| David McLean      | Craig Merritt                 | 12 oktober 1995   |
| Richard Guthrie   | David Banning                 | 29 oktober 1995   |
| Christopher Stone | Bill Horton                   | 29 oktober 1995   |
| Frederic Downs    | Hank Wilson                   | 24 april 1998     |
| Mary Frann        | Amanda Howard                 | 23 september 1998 |
| Margaret Mason    | Linda Anderson                | 26 mars 1999      |
| Fran Ryan         | Rosie Carlson                 | 15 januari 2000   |
| Burt Douglas      | Jim Fisk                      | 1 juli 2000       |
| Nancy Parsons     | Mary Brooke                   | 5 januari 2001    |
| Diane Sommerfield | Valerie Grant                 | 9 mars 2001       |
| Ray Stricklyn     | Howard Hawkins                | 14 maj 2002       |
| James Luisi       | Duke Johnson                  | 7 juni 2002       |
| Madlyn Rhue       | Daphne DiMera                 | 16 december 2003  |
| Don Briscoe       | Tony Merritt                  | 31 oktober 2004   |
| Richard Biggs     | Dr. Marcus Hunter             | 22 maj 2004       |
| Clive Clerk       | David Martin                  | 22 juni 2005      |
| Paul Carr         | Bill Horton                   | 17 februari 2006  |
| Terry O'Sullivan  | Richard Hunter                | 14 september 2006 |
| Darlene Conley    | Edith Baker                   | 14 januari 2007   |
| Lanna Saunders    | Marie Horton                  | 10 mars 2007      |
| Edward Mallory    | Bill Horton                   | 4 april 2007      |
| Jeanne Bates      | Anne Peters                   | 28 november 2007  |
| Stanley Kamel     | Eric Peters                   | 8 april 2008      |
| Wayne Heffley     | Vern Scofield                 | 19 november 2008  |
| Frances Reid      | Alice Horton                  | 3 februari 2010   |
| John Ingle        | Mickey Horton                 | 16 september 2012 |